# Palais des Sports de Pau
Der Palais des Sports de Pau ist eine Mehrzweckhalle in der südfranzösischen Stadt Pau. Hauptsächlich wird sie von dem Basketballverein Élan Béarnais Pau-Lacq-Orthez genutzt und bietet zu den Spielen 7.707 Plätze für die Besucher; von der Gesamtzahl der Plätze sind 500 Logenplätze. Der 1991 eröffnete Bau hat einen achteckigen Grundriss und vier Stützpfeiler in den Ecken; die das Dach tragen. In das Dach der Arena mit einer Höhe von 28 Meter sind Glas-Elemente eingesetzt; die Licht in den Innenraum lassen. Die Außenfassade ist mit einer Fläche von 4.500 m2 verglast.

## Geschichte
Die Anfänge des Palais des Sports de Pau liegen im Jahr 1988 mit einem Treffen des Präsidenten des Basketballvereins Élan Béarnais Orthez, Peter Seillant, und dem damaligen Bürgermeister von Pau, André Labarrère. Der bisherige Spielort La Moutète in Orthez entsprach nicht mehr den Anforderungen des Vereins nach dem Gewinn des Korać-Cups 1984 und den französischen Meisterschaften 1986 und 1987. Auch aus wirtschaftlichen Gründen zog man von Orthez (rund 10.000 Einwohner) in die größere Stadt nach Pau (ca. 85.000 Einwohner). Es wurde der Bau der Halle vereinbart. Ein Jahr später startete das von den Architekten Jean-Michel Lamaison sowie Michel Camborde entworfene Bauprojekt und 18 Monate später konnte die Eröffnung gefeiert werden.
In Anwesenheit vieler Gäste eröffnete Laurent Fabius, damaliger Präsident der Nationalversammlung, zusammen mit Vereinspräsident Peter Seillant sowie Bürgermeister André Labarrère am 12. Januar 1991 die für 78 Millionen FRF errichtete Mehrzweckhalle. 2000 erneuerte man den Farbanstrich der Fassade und sechs Jahre später mussten die Schäden eines Brandes im Clubhaus beseitigt werden. Die Halle war mehrmals Austragungsort für Spiele der französischen Davis-Cup-Mannschaft (Halbfinale 1991 gegen Jugoslawien; Viertel- und Halbfinale 1999 gegen Brasilien bzw. Belgien; Viertelfinale 2002 gegen Tschechien; Viertelfinale 2006 gegen Russland). Der Palais des Sports de Pau war einer der Spielorte der Basketball-Europameisterschaft der Männer 1999 sowie der Handball-Weltmeisterschaft der Frauen 2007. Auch als Veranstaltungsort für Konzerte dient der Palais des Sports in Pau.